# Ginestet
Pour les articles homonymes, voir Ginestet (homonymie).
Ginestet est une commune française située dans le département de la Dordogne, en région Nouvelle-Aquitaine.

## Géographie

### Généralités
Dans le quart sud-ouest du département de la Dordogne, dans le Landais, la commune de Ginestet est incluse dans l'aire d'attraction de Bergerac. Elle est bordée par la Gouyne et l'Eyraud.
À proximité de la route départementale (RD) 4, le petit bourg de Ginestet est situé, en distances orthodromiques, huit kilomètres au nord-nord-ouest du centre-ville de Bergerac et quinze kilomètres au sud-sud-est de Mussidan.
Le territoire communal est également desservi par la route départementale RD 709, axe Mussidan-Bergerac.

### Communes limitrophes
Ginestet est limitrophe de quatre autres communes. À l'est, le territoire de Lembras est distant de 600 mètres.
| Lunas       |          | Eyraud-Crempse-Maurens |
|             | Ginestet |                        |
| Prigonrieux |          | Bergerac               |

### Géologie et relief

#### Géologie
Situé sur la plaque nord du Bassin aquitain et bordé à son extrémité nord-est par une frange du Massif central, le département de la Dordogne présente une grande diversité géologique. Les terrains sont disposés en profondeur en strates régulières, témoins d'une sédimentation sur cette ancienne plate-forme marine. Le département peut ainsi être découpé sur le plan géologique en quatre gradins différenciés selon leur âge géologique. Ginestet est située dans le quatrième gradin à partir du nord-est, un plateau formé de dépôts siliceux-gréseux et de calcaires lacustres de l'ère tertiaire.
Les couches affleurantes sur le territoire communal sont constituées de formations superficielles du Quaternaire et de roches sédimentaires datant du Cénozoïque. La formation la plus ancienne, notée e5-6, est la formation de Guizengeard supérieur (Lutétien supérieur à Bartonien supérieur continental). La formation la plus récente, notée CF, fait partie des formations superficielles de type colluvions indifférenciées sablo-argileuses et argilo-sableuses. Le descriptif de ces couches est détaillé dans  la feuille « no 806 - Bergerac » de la carte géologique au 1/50 000 de la France métropolitaine, et sa notice associée.

Carte géologique de Ginestet.

#### Relief et paysages

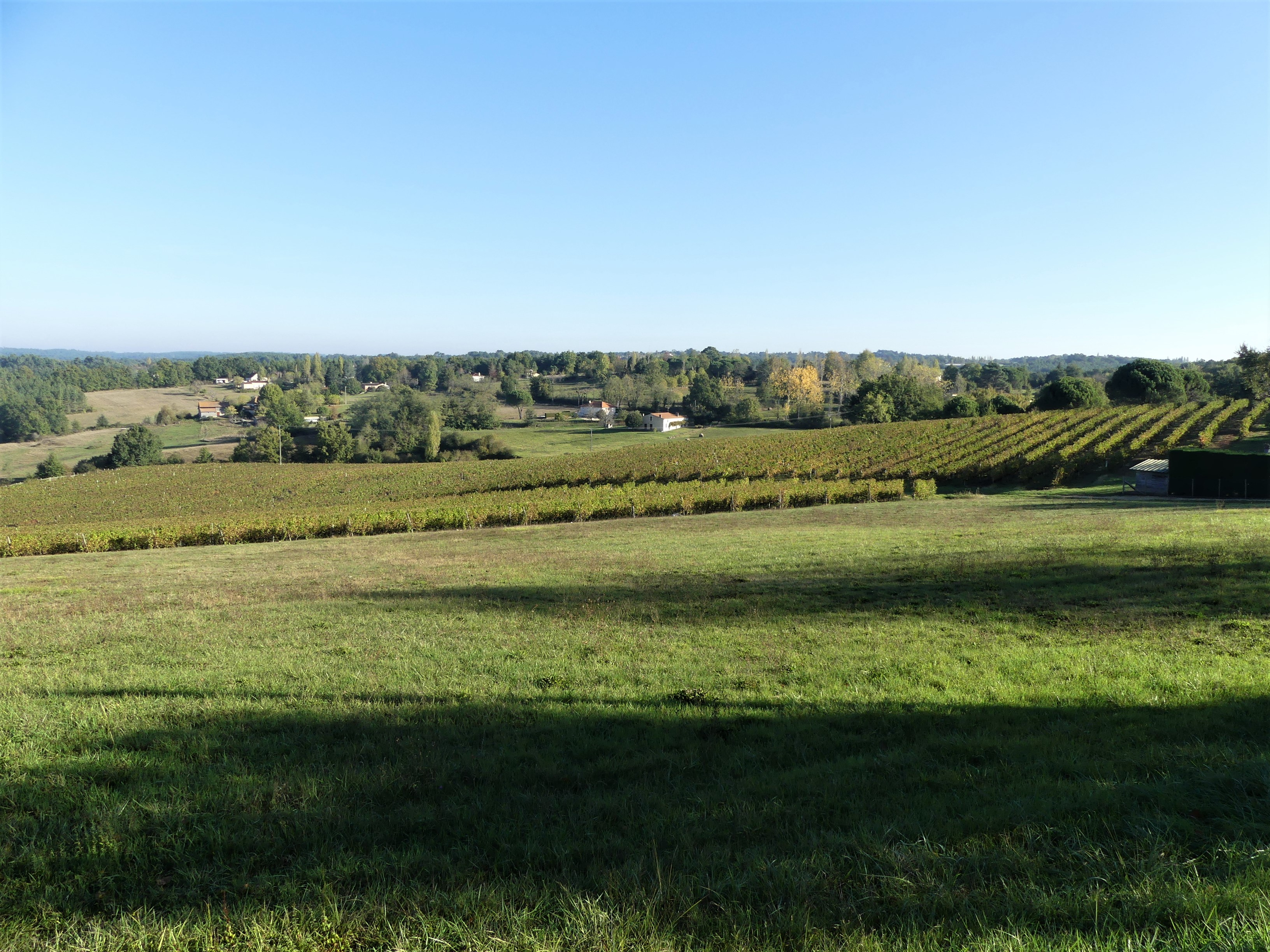
Paysage de vignes au nord-ouest de Sainte-Foy-des-Vignes.

Le département de la Dordogne se présente comme un vaste plateau incliné du nord-est (491 m, à la forêt de Vieillecour dans le Nontronnais, à Saint-Pierre-de-Frugie) au sud-ouest (2 m à Lamothe-Montravel). L'altitude du territoire communal varie quant à elle entre 45 m et 140 m,.
Dans le cadre de la Convention européenne du paysage entrée en vigueur en France le 1er juillet 2006, renforcée par la loi du 8 août 2016 pour la reconquête de la biodiversité, de la nature et des paysages, un atlas des paysages de la Dordogne a été élaboré sous maîtrise d’ouvrage de l’État et publié en octobre 2020. Les paysages du département s'organisent en huit unités paysagères et 14 sous-unités. La commune fait partie du Landais, au sein de l'unité de paysage « La Double et le Landais », deux plateaux ondulés, dont la pente générale descend de l'est vers l'ouest. À l'est, les altitudes atteignent ainsi les 200 m pour les plus élevées (206 m au sud de Vallereuil. Vers l'ouest, le relief s’adoucit et les altitudes maximales culminent autour des 100 mètres. Les paysages sont forestiers aux horizons limités, avec peu de repères, ponctués de clairières agricoles habitées.
La superficie cadastrale de la commune publiée par l'Insee, qui sert de référence dans toutes les statistiques, est de 13,06 km2,,. La superficie géographique, issue de la BD Topo, composante du Référentiel à grande échelle produit par l'IGN, est quant à elle de 12,92 km2.

### Hydrographie

#### Réseau hydrographique
La commune est située dans le bassin de la Dordogne au sein du Bassin Adour-Garonne. Elle est drainée par la Gouyne, l'Eyraud, le Marmelet, le Gaillardet, le ruisseau de la Forêt et par divers petits cours d'eau, qui constituent un réseau hydrographique de 14 km de longueur totale,.
La Gouyne, d'une longueur totale de 10,21 km, prend sa source dans la commune, un kilomètre au sud du bourg, et se jette dans la Dordogne en rive droite à Prigonrieux, face à Lamonzie-Saint-Martin,. Elle sert de limite communale au sud sur plus d'un kilomètre, face à Bergerac.
L'Eyraud, d'une longueur totale de 21,02 km, prend sa source dans la commune d'Eyraud-Crempse-Maurens et se jette en rive droite de la Dordogne à Saint-Pierre-d'Eyraud, face à Gardonne,. Il borde la commune au nord-ouest sur un kilomètre, face à Lunas.
Son affluent de rive gauche le ruisseau de la Forêt prend sa source 800 mètres au sud-ouest du bourg et baigne le territoire communal sur près d'un kilomètre et demi dont la moitié en limite de Lunas.
Le Marmelet, ou ruisseau de Ladoux dans sa partie amont, d'une longueur totale de 13,4 km, prend sa source dans la commune d'Eyraud-Crempse-Maurens et se jette dans le Caudeau en rive droite à Bergerac, 200 mètres en amont de la confluence Caudeau-Dordogne. Le ruisseau de Ladoux arrose l'est de la commune par deux bras parallèles, longs de près d'un kilomètre, à l'ouest de Béluzie.
Son affluent de rive gauche le Gaillardet borde le territoire communal sur plus d'un kilomètre et demi face à Eyraud-Crempse-Maurens.

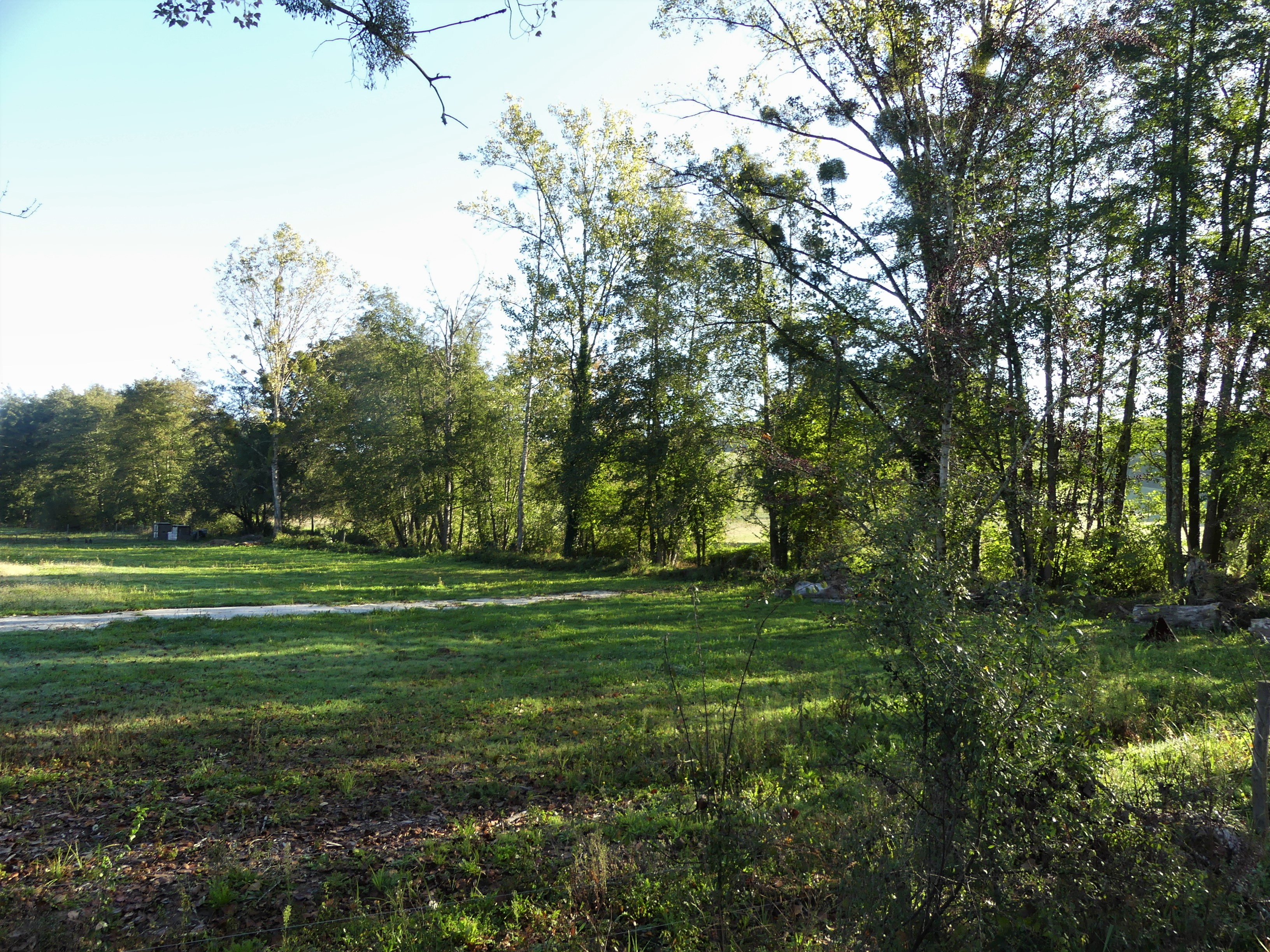
La vallée du ruisseau de Ladoux près du lieu-dit la Ressègue.
Réseaux hydrographique et routier de Ginestet.

#### Gestion et qualité des eaux
Le territoire communal est couvert par le schéma d'aménagement et de gestion des eaux (SAGE) « Dordogne Atlantique ». Ce document de planification, dont le territoire correspond au sous‐bassin le plus aval du bassin versant de la Dordogne (aval de la confluence Dordogne - Vézère)., d'une superficie de 2 700 km2 est en cours d'élaboration. La structure porteuse de l'élaboration et de la mise en œuvre est l'établissement public territorial de bassin de la Dordogne (EPIDOR). Il définit sur son territoire les objectifs généraux d’utilisation, de mise en valeur et de protection quantitative et qualitative des ressources en eau superficielle et souterraine, en respect des objectifs de qualité définis dans le troisième SDAGE  du Bassin Adour-Garonne qui couvre la période 2022-2027, approuvé le 10 mars 2022.
La qualité des eaux de baignade et des cours d’eau peut être consultée sur un site dédié géré par les agences de l’eau et l’Agence française pour la biodiversité.

### Climat
Pour des articles plus généraux, voir Climat de la Nouvelle-Aquitaine et Climat de la Dordogne.
Historiquement, la commune est exposée à un climat océanique aquitain.  
En 2020, Météo-France publie une typologie des climats de la France métropolitaine dans laquelle la commune est dans une zone de transition entre le climat océanique et le climat océanique altéré et est dans la région climatique  Aquitaine, Gascogne, caractérisée par une pluviométrie abondante au printemps, modérée en automne, un faible ensoleillement au printemps, un été chaud (19,5 °C), des vents faibles, des brouillards fréquents en automne et en hiver et des orages fréquents en été (15 à 20 jours).
Pour la période 1971-2000, la température annuelle moyenne est de 12,6 °C, avec  une amplitude thermique annuelle de 15,2 °C. Le cumul annuel moyen de précipitations est de 867 mm, avec 12,2 jours de précipitations en janvier et 7 jours en juillet. Pour la période 1991-2020, la température moyenne annuelle observée sur la station météorologique la plus proche, située sur la commune de Bergerac à 8 km à vol d'oiseau, est de 13,2 °C et le cumul annuel moyen de précipitations est de 792,9 mm,. Pour l'avenir, les paramètres climatiques de la commune estimés pour 2050 selon différents scénarios d’émission de gaz à effet de serre sont consultables sur un site dédié publié par Météo-France en novembre 2022.

## Urbanisme

### Typologie
Au 1er janvier 2024, Ginestet est catégorisée commune rurale à habitat dispersé, selon la nouvelle grille communale de densité à 7 niveaux définie par l'Insee en 2022.
Elle est située hors unité urbaine. Par ailleurs la commune fait partie de l'aire d'attraction de Bergerac, dont elle est une commune de la couronne,. Cette aire, qui regroupe 73 communes, est catégorisée dans les aires de 50 000 à moins de 200 000 habitants,.

### Occupation des sols
L'occupation des sols de la commune, telle qu'elle ressort de la base de données européenne d’occupation biophysique des sols Corine Land Cover (CLC), est marquée par l'importance des territoires agricoles (48,4 % en 2018), en diminution par rapport à 1990 (58,1 %). La répartition détaillée en 2018 est la suivante : 
forêts (42,7 %), zones agricoles hétérogènes (34 %), prairies (12,5 %), zones urbanisées (8,9 %), terres arables (1,9 %). L'évolution de l’occupation des sols de la commune et de ses infrastructures peut être observée sur les différentes représentations cartographiques du territoire : la carte de Cassini (XVIIIe siècle), la carte d'état-major (1820-1866) et les cartes ou photos aériennes de l'IGN pour la période actuelle (1950 à aujourd'hui).

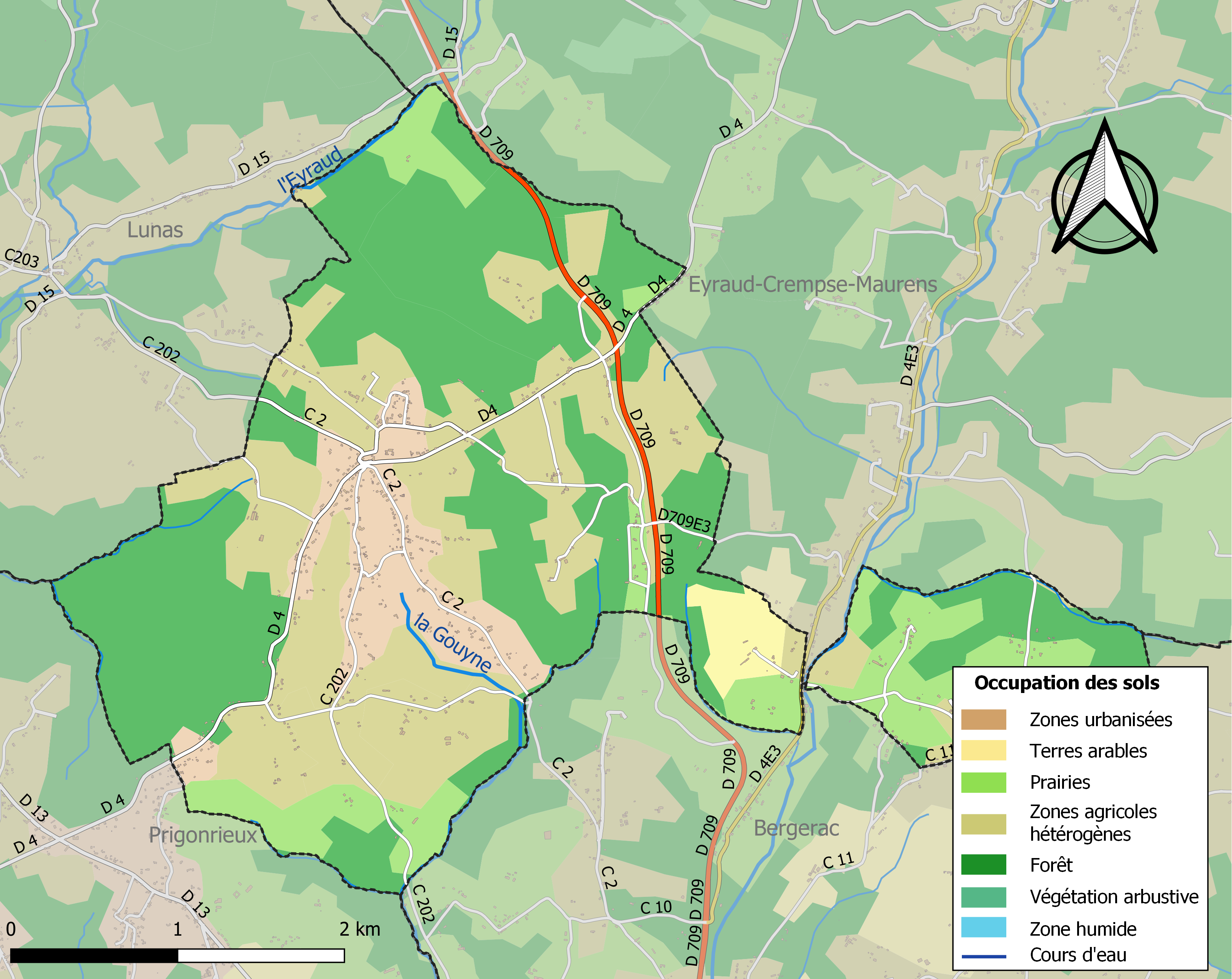
Carte des infrastructures et de l'occupation des sols de la commune en 2018 (CLC).

### Prévention des risques
Le territoire de la commune de Ginestet est vulnérable à différents aléas naturels : météorologiques (tempête, orage, neige, grand froid, canicule ou sécheresse), feux de forêts, mouvements de terrains et séisme (sismicité très faible). Un site publié par le BRGM permet d'évaluer simplement et rapidement les risques d'un bien localisé soit par son adresse soit par le numéro de sa parcelle.
Ginestet est exposée au risque de feu de forêt. L’arrêté préfectoral du 14 mars 2013 fixe les conditions de pratique des incinérations et de brûlage dans un objectif de réduire le risque de départs d’incendie. À ce titre, des périodes sont déterminées : interdiction totale du 15 février au 15 mai et du 15 juin au 15 octobre, utilisation réglementée du 16 mai au 14 juin et du 16 octobre au 14 février. En septembre 2020, un plan inter-départemental de protection des forêts contre les incendies (PidPFCI) a été adopté pour la période 2019-2029,.

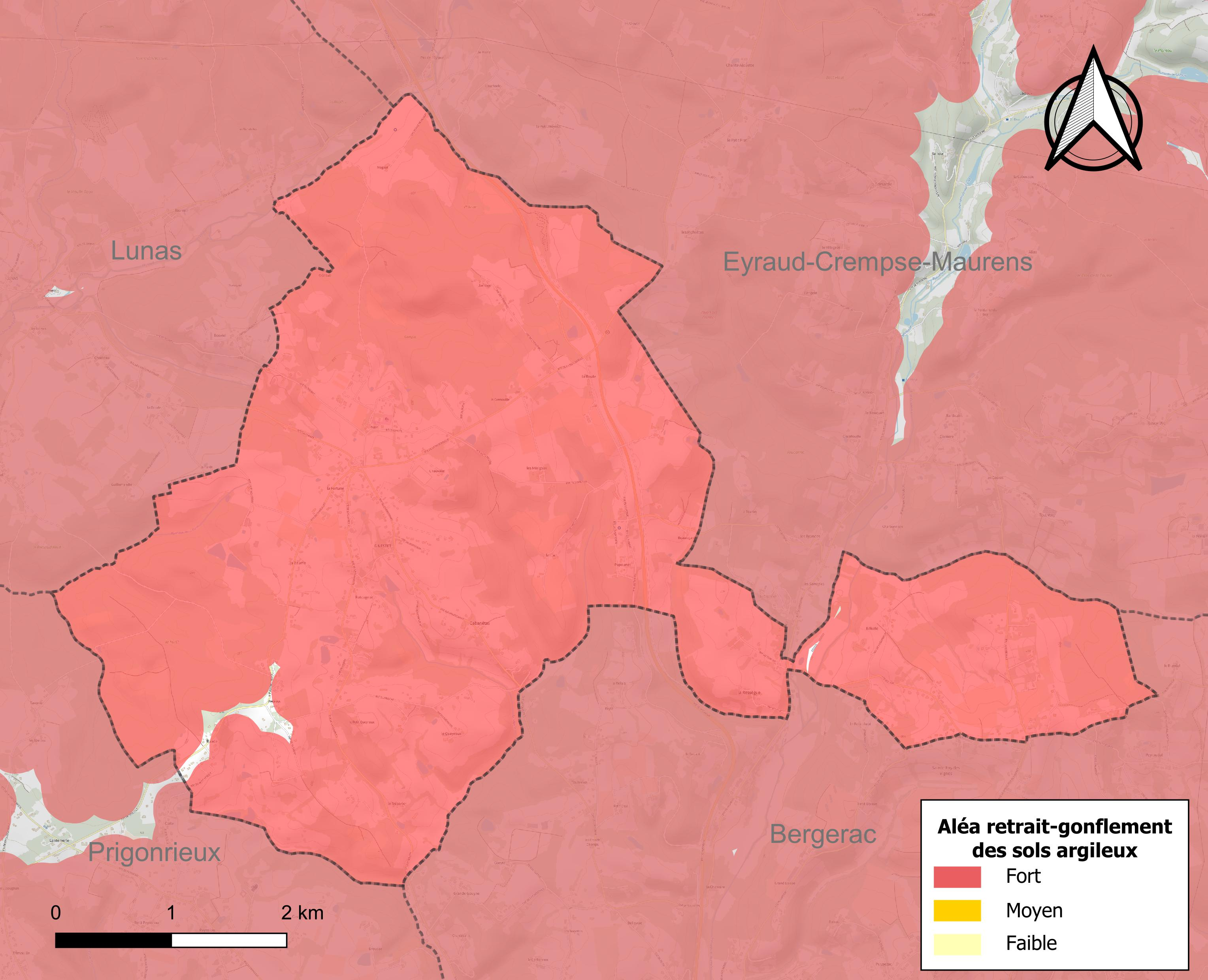
Carte des zones d'aléa retrait-gonflement des sols argileux de Ginestet.

Les mouvements de terrains susceptibles de se produire sur la commune sont des tassements différentiels. Le retrait-gonflement des sols argileux est susceptible d'engendrer des dommages importants aux bâtiments en cas d’alternance de périodes de sécheresse et de pluie. 99,3 % de la superficie communale est en aléa moyen ou fort (58,6 % au niveau départemental et 48,5 % au niveau national métropolitain). Depuis le 1er octobre 2020, en application de la loi ÉLAN, différentes contraintes s'imposent aux vendeurs, maîtres d'ouvrages ou constructeurs de biens situés dans une zone classée en aléa moyen ou fort,.
La commune a été reconnue en état de catastrophe naturelle au titre des dommages causés par les inondations et coulées de boue survenues en 1982 et 1999, par la sécheresse en 1989, 1992, 1995, 2005 et 2011 et par des mouvements de terrain en 1999.

## Toponymie
En occitan, la commune porte le nom de Ginèstet.

## Politique et administration

### Intercommunalité
Fin 2001, Ginestet intègre dès sa création la communauté de communes de Bergerac Pourpre. Celle-ci est dissoute au 31 décembre 2012 et remplacée au 1er janvier 2013 par la communauté d'agglomération bergeracoise. Celle-ci fusionne avec la communauté de communes des Coteaux de Sigoulès au 1er janvier 2017 pour former la nouvelle communauté d'agglomération bergeracoise.

### Administration municipale
La population de la commune étant comprise entre 500 et 1 499 habitants au recensement de 2017, quinze conseillers municipaux ont été élus en 2020,.

### Liste des maires
| Période                                  | Période  | Identité                | Étiquette | Qualité    |
| ---------------------------------------- | -------- | ----------------------- | --------- | ---------- |
| Les données manquantes sont à compléter. |          |                         |           |            |
|                                          |          |                         |           |            |
| mars 2001                                | mai 2020 | Jacqueline Vandenabeele | SE        | Secrétaire |
| mai 2020                                 | En cours | Michel Martinet         |           |            |

## Équipements et services publics

### Enseignement
En 2024, la commune est organisée en regroupement pédagogique intercommunal (RPI) avec celle de Lunas au niveau des classes de primaire ; Ginestet accueille les enfants d'école maternelle et Lunas dispose de plusieurs classes allant du cours préparatoire jusqu'au cours moyen 2e année.

### Justice
Dans le domaine judiciaire, Ginestet relève : 
- du tribunal judiciaire, du tribunal pour enfants, du conseil de prud'hommes et du tribunal de commerce de Bergerac ;
- du pôle Nationalité du tribunal judiciaire de Périgueux (compétent uniquement dans le domaine de la nationalité) ;
- de la cour d'appel, du tribunal administratif et de la  cour administrative d'appel de Bordeaux.

## Population et société

### Démographie
L'évolution du nombre d'habitants est connue à travers les recensements de la population effectués dans la commune depuis 1793. Pour les communes de moins de 10 000 habitants, une enquête de recensement portant sur toute la population est réalisée tous les cinq ans, les populations de référence des années intermédiaires étant quant à elles estimées par interpolation ou extrapolation. Pour la commune, le premier recensement exhaustif entrant dans le cadre du nouveau dispositif a été réalisé en 2006.

En 2022, la commune comptait 758 habitants, en évolution de +4,55 % par rapport à 2016 (Dordogne : +0,37 %, France hors Mayotte : +2,11 %).
| 1793 | 1800 | 1806 | 1821 | 1831 | 1836 | 1841 | 1846 | 1851 |
| ---- | ---- | ---- | ---- | ---- | ---- | ---- | ---- | ---- |
| 502  | 430  | 468  | 466  | 515  | 514  | 522  | 468  | 505  |

| 1856 | 1861 | 1866 | 1872 | 1876 | 1881 | 1886 | 1891 | 1896 |
| ---- | ---- | ---- | ---- | ---- | ---- | ---- | ---- | ---- |
| 523  | 532  | 510  | 491  | 534  | 522  | 503  | 518  | 416  |

| 1901 | 1906 | 1911 | 1921 | 1926 | 1931 | 1936 | 1946 | 1954 |
| ---- | ---- | ---- | ---- | ---- | ---- | ---- | ---- | ---- |
| 491  | 440  | 414  | 379  | 361  | 354  | 379  | 345  | 353  |

| 1962 | 1968 | 1975 | 1982 | 1990 | 1999 | 2006 | 2011 | 2016 |
| ---- | ---- | ---- | ---- | ---- | ---- | ---- | ---- | ---- |
| 371  | 385  | 415  | 549  | 708  | 737  | 818  | 771  | 725  |

| 2021 | 2022 | - | - | - | - | - | - | - |
| ---- | ---- | - | - | - | - | - | - | - |
| 746  | 758  | - | - | - | - | - | - | - |

### Manifestations culturelles et festivités
- Fête votive sur trois jours, fin juillet[52].

## Économie

### Emploi
En 2015, parmi la population communale comprise entre 15 et 64 ans, les actifs représentent 338 personnes, soit 46,2 % de la population municipale. Le nombre de chômeurs (31) a diminué par rapport à 2010 (40) et le taux de chômage de cette population active s'établit à 9,3 %.

### Établissements
Au 31 décembre 2015, la commune compte 57 établissements, dont 31 au niveau des commerces, transports ou services, onze dans la construction, huit relatifs au secteur administratif, à l'enseignement, à la santé ou à l'action sociale, cinq dans l'agriculture, la sylviculture ou la pêche, et deux dans l'industrie.

## Culture locale et patrimoine

### Lieux et monuments
- Église Saint-Jacques-le-Majeur[56].

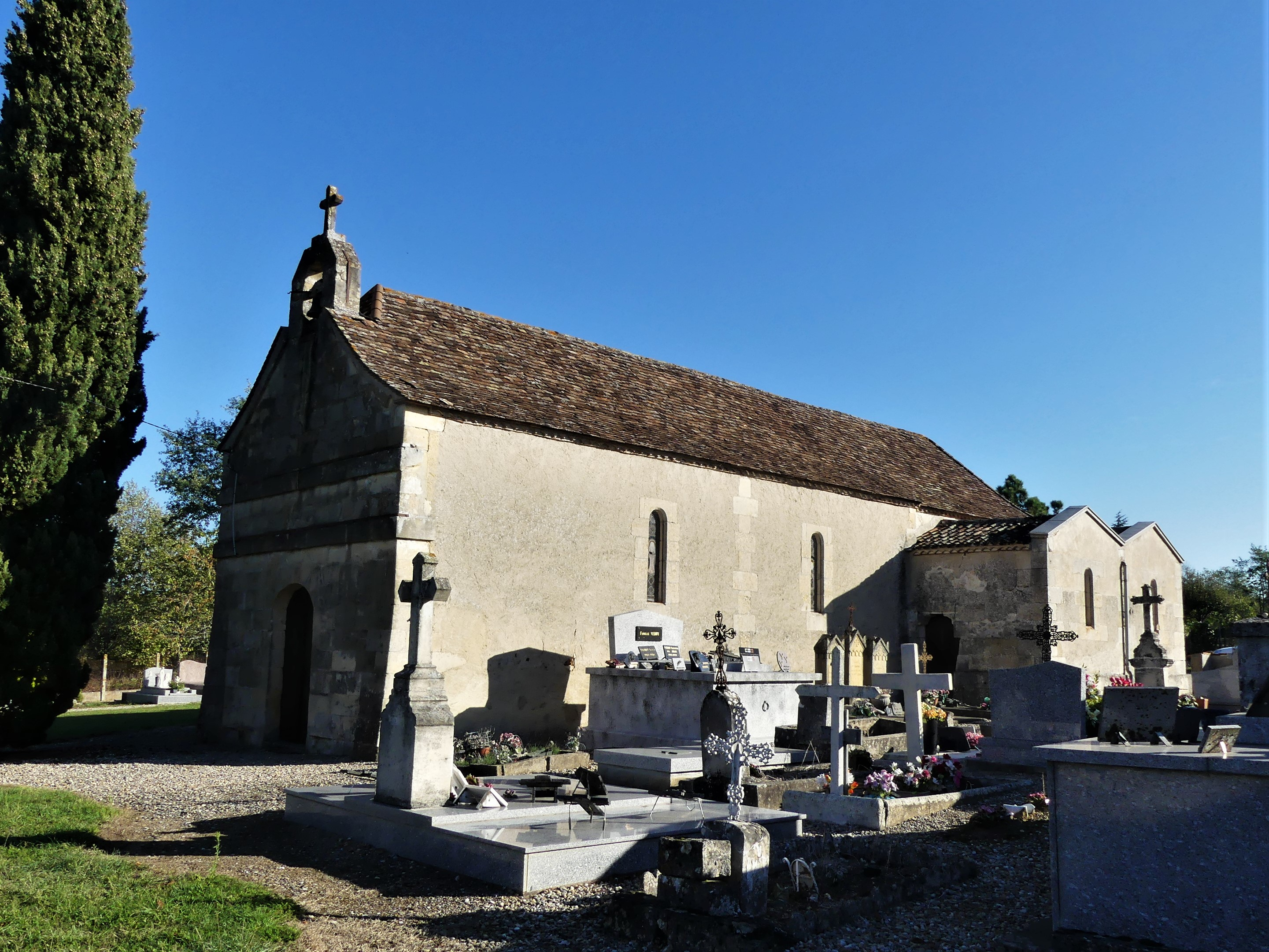
L'église de Sainte-Foy-des-Vignes.

- Église Sainte-Foy de Sainte-Foy-des-Vignes[56].

### Personnalités liées à la commune
- Jean Rey (1898-1967), rugbyman né à Ginestet.

### Héraldique
| Blason de Ginestet | Blason  | D'argent à la plante de genêt de sinople, fleurie d'or ; au chef d'azur chargé d'une coquille d'argent. |
| Blason de Ginestet | Détails | Le statut officiel du blason reste à déterminer.                                                        |

## Pour approfondir